# 全缘叶天山花楸
全缘叶天山花楸（学名：Sorbus tianschanica var. integrifoliolata）为蔷薇科花楸属下的一个变种。

## 扩展阅读
- 維基物種上的相關：全缘叶天山花楸